# 이우걸
이우걸은 대한민국의 시인으로, 1946년 경상남도 창녕에서 태어났다. 1973년 현대시학을 통해서 등단하였다.

## 이력

### 학력사항
- 경희대학교 교육대학원
- 경북대학교 역사교육학과 학사

### 경력사항
- 2010.01　경남문학관 관장

밀양교육청 교육장
경상남도문인협회 회장
김해대청고등학교 교장
진해고등학교 교장
밀양공업고등학교 교장

### 수상내역
- 2009 녹조근정훈장
- 2008 제28회 가람시조문학상
- 2003 제40회 한국문학상
- 2002 경남시조문학상
- 2000 이호우시조문학상
- 1995 제14회 중앙시조대상
- 1991 정운시조문학상
- 1990 성파시조문학상
- 1983 제2회 중앙시조대상 신인상

## 저서
- [저녁 이미지](동학사,1988)
- [우수의 지평](동학사,1989)
- [사전을 뒤적이며](동학사,1996)
- [나는 아직도 안녕이라고 말할 수 없다](한국문학도서관,1998)
- [그대 보내려고 강가에 나온 날은](태학사,2000)
- [맹인](고요아침,2003)
- [지상의 밤](시선사,2004)
- [나를 운반해온 시간의 발자국이여](천년의시작,2009)
- [네 사람의 노래](문학과지성사,2012)
- [주민등록증](고요아침,2013)